# Chapelle de Vignemont
La chapelle de Vignemont est une ancienne chapelle située sur la commune française de Loches dans le département d'Indre-et-Loire.
Elle est construite à la fin du XIIe siècle. Elle a un statut de chapelle cimétériale, mais elle est peut-être aussi annexe d'une église paroissiale. Les murs de la nef sont, au Moyen Âge, recouverts de fresques très dégradées à l'époque contemporaine. Victime de plusieurs accidents, dont l'effondrement de ses voûtes à une époque difficile à préciser, la chapelle est vendue comme bien national à la Révolution. Inscrite au titre des monuments historiques en 1989, elle est restaurée à la fin des années 2000.

## Localisation
La chapelle est située au sud de la cité médiévale de Loches, près du rebord du coteau de la vallée de l'Indre, à l'extrémité du chemin de la chapelle de Vignemont. Son grand axe observe une stricte orientation est-ouest. Dès sa construction, elle est séparée de la cité de Loches par un fossé creusé vers 1030, puis surcreusé à la fin du XIIe siècle. En contrebas, à l'est, le long de la rive gauche de l'Indre, passe la voie antique de Loches à Châtillon-sur-Indre.

## Historique

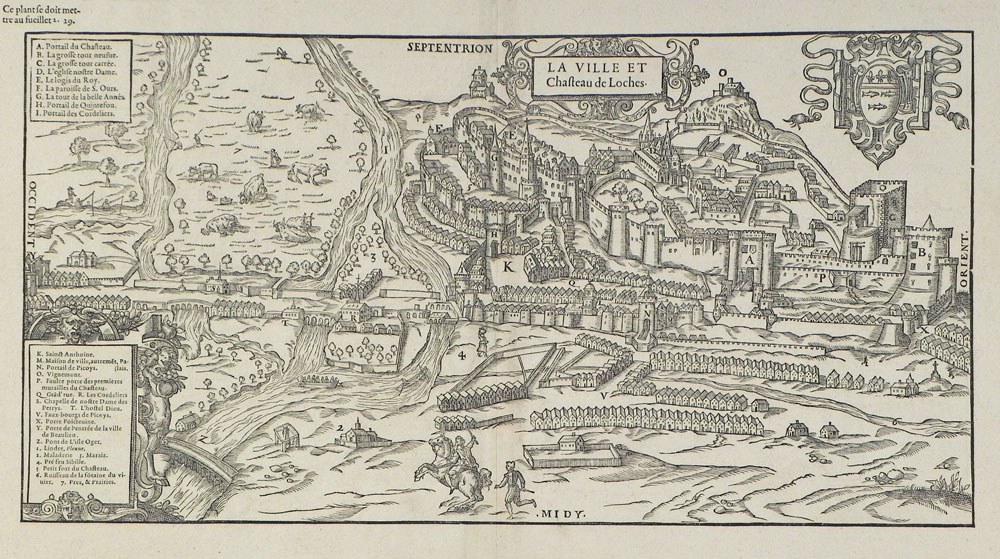
Première représentation de la chapelle de Vignemont sur le plan de Belleforest (1575).
La chapelle figure en haut du plan, sous le mot « SEPTENTRION ».

Le site de Vignemont, sur lequel est édifiée la chapelle, porte témoignage d'une occupation qui remonte à l 'Antiquité. Des sarcophages datables du XIIe siècle sont retrouvés lors de fouilles, indiquant la présence d'un cimetière à cet emplacement, celui de la paroisse Saint-Ours de Loches, mais il est possible que ce lieu d'inhumation remonte à l'Antiquité tardive ou au Haut Moyen Âge. Une première mention de l'église apparaît dans une charte de 1173 : « ecclesia Sancta-Maria de Vineo-Monte ».
L'abside est romane. La nef est construite dans les deux dernières décennies du XIIe siècle ; elle est représentative du style gothique de l'Ouest (vers 1180 pour Gérard Fleury, vers 1190 pour André Montoux).
Des gravures anciennes comme celle de François de Belleforest tendraient à indiquer que la chapelle fait l'objet de fortification, par adjonction de tours et d'une courtine, au XVe ou au XVIe siècle. À une époque indéterminée, les voûtes s'écroulent et avec elles la plus grande partie des murs de la travée occidentale. Il est possible que l'ajout des superstructures de fortification soit partiellement responsable de cet effondrement partiel. Des analyses dendrochronologiques effectuées sur les bois de sa charpente indiquent que cette dernière est refaite vers 1582.
En 1756, un écroulement partiel du coteau supportant la chapelle fragilise son abside et provoque peut-être l'effondrement de ses voûtes. Dix ans plus tard, le monument perd son statut de chapelle cimétériale lorsque la ville de Loches décrète, pour des raisons de salubrité, l'abandon de l'ensemble des anciens cimetières. À l'issue d'une longue querelle entre la ville et la paroisse, la propriété de la chapelle est définitivement acquise au conseil de fabrique de la paroisse en 1786. Transformée en grange depuis quelques années, elle est vendue comme bien national en 1793 en deux lots différents qui reviennent au même propriétaire deux ans plus tard.
Au début du XXe siècle, son propriétaire aménage le sommet de l'abside en terrasse et belvédère dominant la vallée de l'Indre. Elle est inscrite au titre des monuments historiques en 1989. En 1998, un incendie endommage partiellement ses combles et sa charpente, qui est refaite à l'identique.
Elle devient en 2003, la propriété de la famille du père Guillaume-Marie Hecquard qui souhaite la restaurer  et le ré-ouvrir au culte. 
Un projet de restauration reçoit en 2005 le prix Garnier-Lestamy décerné par l'Académie des inscriptions et belles-lettres. De 2008 à 2011, la chapelle fait l'objet de travaux qui aboutissent à la restauration de l'abside et la réouverture des baies murées de la nef.

## Architecture et décor
| Image externe | |
|               | Dessin en élévation de la chapelle par Arnaud de Saint-Jouan (2010) sur le site de la chapelle de Vignemont. |

Plan schématique de la chapelle.

La chapelle de Vignemont observe un plan très simple : une nef simple à deux travées terminée à l'est par une abside semi-circulaire voûtée en cul-de-four. Ses dimensions intérieures sont de 17,2 × 3,15 m, soit 19 × 9 m hors-œuvre. Les deux travées de la nef sont de longueur inégale : la travée occidentale mesure huit mètres de long contre six seulement pour celle qui jouxte le chœur, lui-même profond de 3,20 m. Les murs sont épais d'environ un mètre, excepté celui de la façade, d'une épaisseur moindre. Les deux murs gouttereaux sont épaulés par des contreforts plaqués, au nombre de deux par côté. Il est possible qu'un clocher-peigne ait surmonté la façade mais il a disparu.
La nef a conservé, dans sa partie orientale, une partie de ses voûtes typiques du gothique de l'Ouest ; les voûtes de la travée occidentale, très certainement identiques, ont disparu. Cette même travée est à l'origine éclairée par deux hautes baies, une par face, dont la hauteur est réduite avant le XIVe siècle puis qui sont complètement murées, peut-être après l'accident de 1756. À l'intérieur de l'édifice, un arc brisé sépare la nef du chœur.
En 1869, les participants au Congrès archéologique de France qui visitent la chapelle notent la présence sur les murs d'anciennes traces de peintures. Dans un premier temps, au moment de la construction, les murs intérieurs sont revêtus d'une enduit où figurent de faux joints de maçonnerie peints en rouge, en trompe-l'œil. Par la suite, s'étalant sans doute du XIIe au XIVe siècle, une seconde campagne consiste en la peinture de fresques à mi-hauteur des murs jusqu'à la naissance des voûtes. Ces fresques, très endommagées au XXIe siècle, représentent des anges, des cavaliers, des guerriers, des arbres, disposés sur plusieurs registres séparés par des frises.

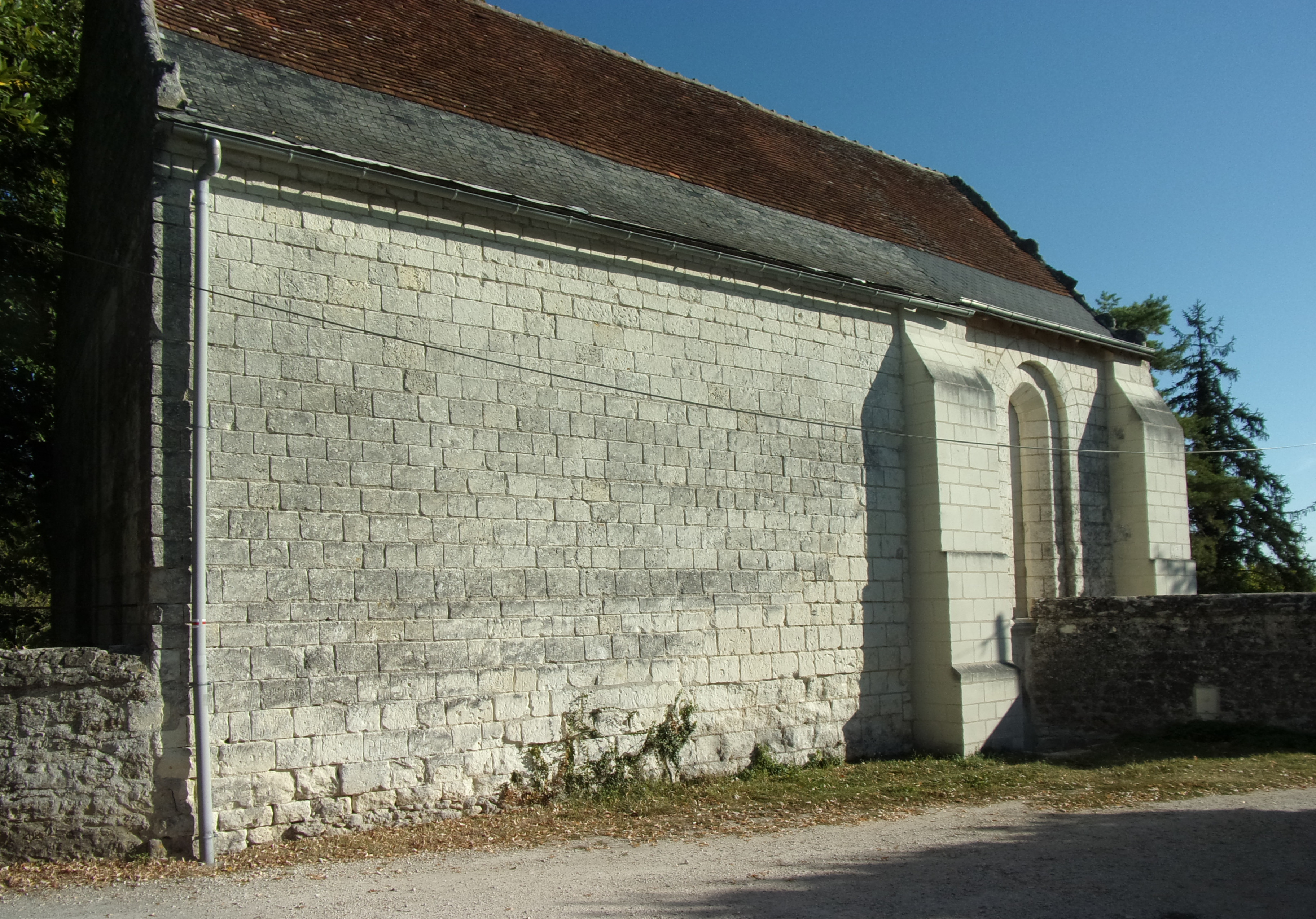
Nef de la chapelle vue du sud.
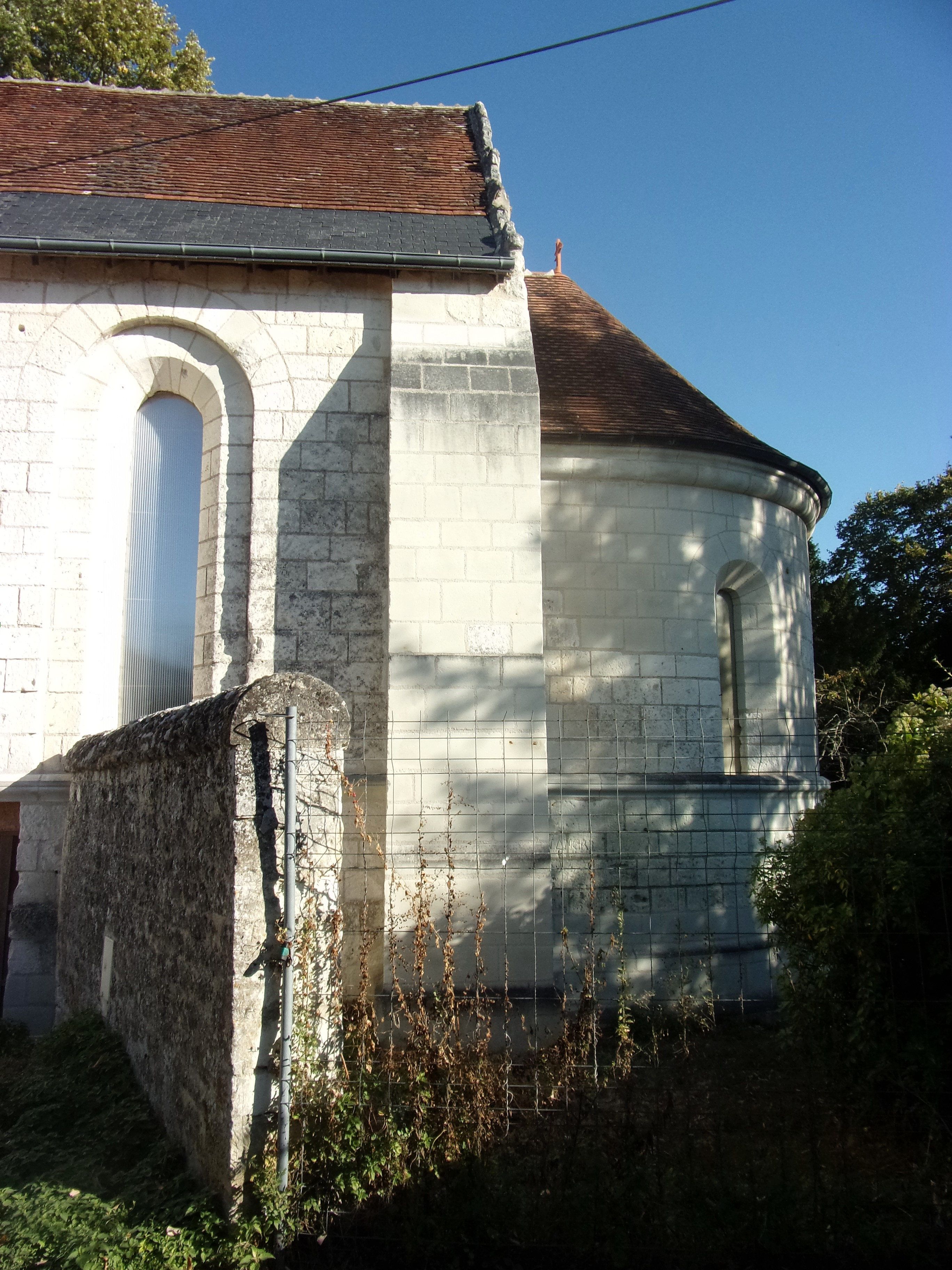
Abside restaurée de la chapelle vue du sud.

## Dénominations successives et fonctions
Vers 1180, une confirmation pontificale évoque l'église Saint-Jean mais la charte de 1173 mentionnait l'église Sainte-Marie. À l'époque moderne, elle est dénommée église Notre-Dame puis église Saint-Nicolas. Ces dénominations successives s'appliquent peut-être à des autels à l'intérieur de la chapelle et non à l'édifice lui-même bien que le passage de Notre-Dame à Saint-Nicolas puisse accompagner une phase de reconstruction partielle de la chapelle. Même si sa fonction cimétériale semble évidente, la chapelle de Vignemont peut avoir été une « succursale » de l'église paroissiale du prieuré Saint-Ours desservant les secteurs méridionaux de la paroisse, statut compatible avec la richesse de son décor intérieur.

## Pour en savoir plus